# 阿尔夫施泰特
阿尔夫施泰特是德国下萨克森州的一个市镇。总面积16.22平方公里，总人口830人，其中男性417人，女性413人（2011年12月31日），人口密度51人/平方公里。